# Boise City (Oklahoma)
Boise City is een plaats (city) in het westen van de Amerikaanse staat Oklahoma. Het stadje is de hoofdplaats van Cimarron County.

## Geschiedenis
Boise City werd in 1908 gesticht door J.E. Stanley en A.J. Kline, die met grote beloften mensen naar de plaats lokten. Van hun beloften bleek echter weinig waar, waarna zij een gevangenisstraf voor fraude kregen. In de jaren dertig leed het stadje onder de Dust Bowl.
Tijdens de Tweede Wereldoorlog werd Boise City als enige stad op het Amerikaanse vasteland gebombardeerd. Op 5 juli 1943 vergisten de piloten van een B-17 Flying Fortress zich: tijdens een oefening zagen zij de lichten rondom Boise City aan als hun oefendoel. Er vielen geen slachtoffers.

## Demografie
Bij de volkstelling in 2000 werd het aantal inwoners vastgesteld op 1483.
In 2006 is het aantal inwoners door het United States Census Bureau geschat op 1308, een daling van 175 (-11,8%).

## Geografie
Volgens het United States Census Bureau beslaat de plaats een oppervlakte van
3,3 km², geheel bestaande uit land.

## Plaatsen in de nabije omgeving
De onderstaande figuur toont nabijgelegen plaatsen in een straal van 60 km rond Boise City.

## Geboren in Boise City
- Vera Miles (1929), actrice